# Pic de Montmalús
El pic del Montmalús està situat als Pirineus d'Andorra, i té una altitud de 2.781 m.
Aquest cim està inclòs al llistat dels 100 cims de la FEEC.